# Николай Масалитинов
Николай Осипович Масалитинов (на руски: Николай Осипович Массалитинов) е театрален деец, артист и режисьор от руски произход, роден на 16 (28) август 1880 г. в Харков (Русия). Той е брат на руската актриса Варвара Масалитинова.
Завършва гимназия в Томск и записва медицина в Томския университет през 1900 г., откъдето е изключен за участие в студентска демонстрация. Започва да следва в Технологичния институт, но поради обществената си активност също бива изключен.
По настояване на сестра си Варвара Масалитинова се премества в Москва и през 1904 г. започва да учи в Московското императорско театрално училище в класа на Александър Федотов. През 1907 г. на абсолвентската премиера присъстват Константин Станиславски и Владимир Немирович-Данченко. Те харесват Масалитинов и го канят да играе в Московския художествен академичен театър (МХАТ).
От 1907 г. до 1919 г. Масалитинов е артист в МХАТ, където до 1909 г. играе малки роли, а след 1911 г. играе редица главни роли и става един от любимите актьори на публиката.
До 1913 г. Масалитинов играе в Първа студия на Театъра. През същата година, заедно с Николай Александров и Николай Подгорни създават театралната школа, известна като „Школа на тримата Николаевци“, випускниците от която формират Втората студия на МХАТ.
През месец юни 1919 г. театрална група от театъра е на турне и бива откъсната от Москва от Гражданската война. Масалитинов поема ръководството на трупата, заедно с Литовцева възстановяват няколко спектакъла на МХАТ и тръгват из страната на продължително турне в различни градове — Харков, Одеса, Екатеринодар, Тбилиси, Батуми. На 20 октомври 1920 г. трупата започва гастрол в София, а от 18 януари 1921 г. гастролите продължават в Белград, Загреб, Любляна, Прага. След завръщането си в Москва Масалитинов играе в Пражката трупа на Градския театър.
През 1924 г. Масалитинов създава частна театрална школа в Берлин. В края на годината той посещава България и приема поканата да работи в Народния театър в София (след като веднъж е отказал предложение на Сирак Скитник в 1923).
С пристигането си става главен режисьор през 1925, какъвто е до 1944 г. и е режисьор от 1944 г. до смъртта си през 1961 г. Поставя близо 140 пиеси, сред които са: „Тартюф“, „От ума си тегли“, „Ревизор“, „Без зестра“, „Живият труп“, „Врагове“, „На дъното“, „Платон Кречет“, „Майстори“, „Албена“, „Боряна“, „Милионерът“, „Вражалец“, „Златната мина“, „Подвигът“, „Царска милост“, „Калин Орела“ и др. Играе в „Тартюф“, „От ума си тегли“, „Пред залез слънце“, а през 1955 г. играе ролята на княз Горчаков във филма „Героите на Шипка“.
През 1925 г. Н. Масалитинов открива драматична школа към Народния театър, която по-късно се преобразува във Висш институт по театрално изкуство. От 1949 г. Николай Масалитинов е избран за професор по актьорско майсторство. Удостоен е със званието „народен артист“ и е лауреат на държавни отличия.
Николай Масалитинов се счита за родоначалник на съвременната театрална школа в България. На името на Масалитинов е наименуван Пловдивският драматичен театър. Дъщеря му Таня Масалитинова е сред най-обичаните театрални актриси в България.
Николай Масалитинов умира на 22 март 1961 г. в София.

## Памет
На Николай Масалитинов е наречена улица в квартал „Люлин“ в София (Карта).